# Pascale Verbauwen
Pascale Verbauwen (Gent, 16 april 1963) is een Belgisch zwemster.  Ze had als beste stijl de vrije slag, eerst op lange afstand zoals 400 en 800 m, later op korte afstand 50 en 100 m. Ze werd in totaal 43 maal Belgisch kampioen op zowel de vrije-, rug- als vlinderslag.
Ze zwom bij MZV Eeklo.
Als vijftienjarige won ze brons op de Europese Kampioenschappen zwemmen in Florence.
Op de Olympische Zomerspelen 1980 in Moskou behaalde ze de zesde plaats in de finale van de 800 meter vrije slag in een tijd van 8.44,84. Ze geraakte niet verder dan de heats in de 200 en 400 m vrije slag. In de Vrouwen, 4x100 meter wisselslag slaagde ze in een team met Yolande Van der Straeten, Brigitte Bosmans en haar zus Carine Verbauwen er niet in verder te geraken dan de heats met een tijd van 4.26,33.
Ze kwalificeerde zich in 1982 voor de Wereldkampioenschappen in Guayaquil maar kon zich niet bewijzen tijdens de wedstrijden. Van 1982 tot 1988 haakte ze af als zwemster en werd actief als voetbalspeelster bij Kuurne, Assenede en Cercle Brugge.
Van 1988 tot 1998 had ze een tweede, succesvolle zwemcarrière met een hele reeks kampioenentitels op meerdere afstanden en stijlen. Na terug een pauze van 3 jaar herbegon ze terug in 2001 met terug een nationale titel op de 100 m rugslag als resultaat. In 2002 sloot ze haar carrière definitief af.
Beroepshalve was ze eerst coach, sindsdien is ze sporttechnisch medewerkster topsport, beide bij de Vlaamse Zwemfederatie in Gent.
Ze is tegenwoordig wel nog actief als zwemcoach, onder meer van Sascha Van den Branden in het MEGA zwemteam in Eeklo waar ze de hoofdtrainer is.
In 2012 was ze een van de topsporters in het derde seizoen van het programma Eeuwige Roem. Haar zus Carine deed haar dit voor in het tweede seizoen in 2009.
Pascale Verbauwen is de dochter van meervoudig Belgisch zwemkampioen Herman Verbauwen (1944) en Francine Delaunoy (Belgisch kampioen 100m vlinderslag), en zus van Carine Verbauwen, tevens zwemster.

## Enkele Belgische records

### 50 meter vrije slag langebaan
Ze verbeterde meermaals haar eigen Belgische recordtijd:
- 27,09 op 23 februari 1989 in Oostende (record van Nancy Engelen uit 1986)
- 27,00 op 6 augustus 1989 in Mol
- 26,92 op 20 augustus 1989 in Bonn
- 26,85 op 5 augustus 1990 in Molenbeek
- 26,76 op 3 maart 1991 in Oostende
- 26,60 op 25 augustus 1991 in Athene
- 26,59 op 25 juli 1993 in Antwerpen (werd verbroken door Tine Bossuyt in 1997)

### 50 meter vrije slag kortebaan (25 m bad)
- 25,91 op 16 maart 1991 in Oostende (record van Nancy Engelen uit 1988, verbroken door Tine Bossuyt in 1998)